# Yvonne Dubel
Yvonne Dubel, née à Rennes le 19 septembre 1881 et décédée à Roscoff le 21 juin 1958, est une cantatrice (soprano) française.

## Biographie
Petite-nièce de Gustave-Hippolyte Roger, Yvonne Dubel commence ses études musicales sous la direction de sa mère. Elle entre à douze ans au Conservatoire de Rennes, où elle remporte un premier prix de piano, une première médaille de solfège, et trois premiers accessits (en harmonie, chant et violoncelle). Trois ans plus tard, elle continue ses études de piano à Paris sous la direction de Raoul Pugno et d’Eraïm Miriam Delaborde au Conservatoire de Paris, et étudie le chant sous la direction de Maria Escalaïs-Lureau.
En 1904, elle débute à l’Opéra de Paris avec le rôle d’Elsa dans l’opéra Lohengrin de Richard Wagner, puis au Théâtre de l'Opéra Garnier dans Armide le  12 avril 1905. Entre 1905 et 1907, elle chante les rôles de Hilda dans Sigurd d’Ernest Reyer, de Marguerite dans Faust de Gounod, de Juliette dans Roméo et Juliette de Gounod, de Marguerite de Valois dans Les Huguenots de Meyerbeer, ainsi que le rôle-titre dans Thaïs de Massenet,.
Le 14 mars 1911, elle chante le rôle d’Iole dans la création de Déjanire, de Saint-Saëns, à l'Opéra de Monte-Carlo. Poursuivant sa carrière par des représentations aux Pays-Bas, en Belgique, en Allemagne, en Autriche et en Russie, elle a également chanté les rôles d’Ophélie dans Hamlet d’Ambroise Thomas, de Micaëla dans Carmen, de Rozenn dans Le Roi d’Ys de Lalo, de Salomé dans Hérodiade et le rôle titre dans Manon de Massenet, de Françoise dans L’attaque du moulin d’Alfred Bruneau, de Gilda dans Rigoletto, de Leonore dans Le Trouvère, de Desdemona dans Otello de Verdi, de Mimi dans La Bohème, de Tosca, de Nedda dans Pagliacci de Ruggero Leoncavallo, de Senta dans Le Vaisseau fantôme et d’Eva dans Les maîtres chanteurs de Richard Wagner.
Elle est enterrée au cimetière de l'Est à Rennes.